# David Fonseca
David Fonseca est un chanteur, producteur musical et compositeur portugais qui chante en anglais.
Il fait partie de la Nouvelle scène portugaise. Il est un des chanteurs les plus populaires du Portugal de ces dernières années.

## Histoire
David Fonseca est né à Leiria, au Portugal, le 14 juin 1973. Il a étudié le cinéma à l'Ecole supérieure des Beaux Arts de Lisbonne entre 1992 et 1994 où il obtint son diplôme. Il débuta sa vie professionnelle en tant que photographe, en travaillant pour divers catalogues de mode. Il a travaillé aussi dans une station FM. De nos jours, il est principalement reconnu pour ses talents de musicien.
David Fonseca devient un artiste Pop/Rock/Indé. Jouant de plusieurs instruments et étant auteur-compositeur de la plupart de ses textes, il est aussi à l'origine de ses pochettes d'album. Ses influences musicales sont Jeff Buckley, The B-52's, Pixies, Roy Orbison, Aphex Twin, Ryan Adams entre autres, qui jouent beaucoup sur sa créativité dans ses musiques. Il a avoué sur une radio Antena 3 récemment être un fan du groupe Yeah Yeah Yeahs. David Fonseca a deux enfants de sa première union. Depuis 2018, il vit avec Ana Sofia Martins, une mannequin, présentatrice et actrice de télévision portugaise.
En 2004, il participe au projet musicale Humanos, qui a repris des chansons inédites du chanteur portugais Antonio Variações en version pop rock.

## Discographie
Albums
- avec les Silence 4
  - 1998 - Silence Becomes It
  - 2000 - Only Pain Is Real
- avec Humanos
  - 2004 - Humanos
  - 2006 - Humanos Ao Vivo
- en Solo
  - 2003 - Sing Me Something New
  - 2005 - Our Hearts Will Beat As One
  - 2007 - Dreams In Colour
  - 2009 - Between Waves
  - 2012 - Seasons - Rising : Falling

Singles (solo)
- 2003 - Someone that cannot love (Sing me something new)
- 2003 - The 80's (Sing me something new)
- 2005 - Who Are U? (Our Hearts Will Beat As One)
- 2006 - Hold Still (Our Hearts Will Beat As One)
- 2006 - Our Hearts Will Beat As One (Our Hearts Will Beat As One)
- 2007 - Superstars (Dreams In Color)
- 2008 - Rocketman (Dreams in colour)
- 2008 - Kiss me, oh Kiss me (Dreams in colour)